# Вотка
Вотка (удм. Идӟи) — река в России, протекает по территории Якшур-Бодьинского, Шарканского и Воткинского районов Удмуртии. Впадает в реку Сива в 35 км от её устья. Длина реки составляет 66 км, площадь водосборного бассейна 1240 км².
По реке получил название город Воткинск, выросший вокруг построенной на ней плотине. В результате постройки плотины появился один из крупнейших водоёмов Удмуртии — Воткинский пруд (не путать с Воткинским водохранилищем на Каме).

## Этимология
Название реки восходит к устаревшему искажённому наименованию удмуртов — вот, вотяки (ср. Вотская автономная область — название Удмуртии в 1920—1934 годах).

## География
Средний уклон реки составляет 2,1 м/км. Ширина русла в низовьях до 30 м. Глубина собственно реки (не считая глубины пруда) составляет 0,5 — 1,5 м.
Притоки
- 10 км: Шаркан (лв)
- 20 км: Талица (пр)
- 22 км: Казеска (лв)
- 31 км: Быгинка (лв)
- 36 км: Чернушка (пр)
- 44 км: Шегъянка (лв)

## Данные водного реестра
По данным государственного водного реестра России относится к Камскому бассейновому округу, водохозяйственный участок реки — Кама от Воткинского гидроузла до Нижнекамского гидроузла, без рек Буй (от истока до Кармановского гидроузла), Иж, Ик и Белая, речной подбассейн реки — Кама до Куйбышевского водохранилища (без бассейнов рек Белой и Вятки). Речной бассейн реки — Кама.
Код объекта в государственном водном реестре — 10010101412111100015564.